# カルロス・パウリュ・インカ
カルロス・パウリュ・インカ（英：Carlos Pawllu Inca、ケチュア語：Carlos Pawllu Inka、？-1582年、在位：1549年-1572年）は、インカ帝国のスペイン統治下における皇帝の継承者として擁立された傀儡皇帝。父はパウリュ・トゥパック・ユパンキ。
父パウリュ・トゥパック・ユパンキの死後、後を継ぐが、1572年にビルカバンバ（Vilcabamba）の正統皇帝トゥパク・アマルが殺害されると存在価値を失いスペイン人により退位させられた。通常は皇帝歴代に含めない。